# Helge Ande, du som samlar
Helge Ande, du som samlar är en kristen doppsalm. Texten är skriven 1807 av Johan Olof Wallin.

## Publicerad i
- Den svenska psalmboken 1819, som nummer 148 under rubriken "Nådens medel".[2]
- Den svenska psalmboken 1937, som nummer 182 under rubriken "C. Kyrkan och nådemedlen - 3. Dopet".[1]